# Dennis McCarthy (Komponist)
Dennis McCarthy (* 1945) ist ein Komponist von Filmmusik und Titelmelodien von Fernsehserien, der zweimal einen Emmy gewann und mehrmals für ihn nominiert wurde.
Zu seinen Werken zählen die Titelmelodie und andere Musikstücke für die Fernsehserie Star Trek: Deep Space Nine sowie Musik für Raumschiff Enterprise: Das nächste Jahrhundert, Star Trek: Raumschiff Voyager, Star Trek: Enterprise, V – Die außerirdischen Besucher kommen, The Twilight Zone (Neuauflage von 1985), Parker Lewis, MacGyver, Sliders und Dawson’s Creek.
Er lieferte unter anderem Musik zu den Filmen Night of the Demon, Off the Wall, McHale’s Navy (Remake von 1997), Dying to Live, Letters from a Killer und Star Trek: Treffen der Generationen.
McCarthy produzierte auch zusammen mit seinem Star-Trek-Kollegen Brent Spiner das Album Ol’ Yellow Eyes Is Back.
McCarthy gewann insgesamt 18 „ASCAP Awards“, einen Emmy sowie neun weitere Nominierungen für seine verschiedenen Arbeiten rund um Star Trek und einen Emmy für die Musik zu den 63. Academy Awards.

## Filmografie (Auswahl)
Filme
- 1980: Der Teufel tanzt weiter (Night of the Demon)
- 1982: Pray TV – Die Sendung Gottes (Pray TV)
- 1983: Das kleine Superhirn (The Kid with the 200 I.Q.)
- 1983: Flug aus der Hölle (Last Plane Out)
- 1988: Der Polizistenmörder (Police Story: Cop Killer)
- 1990: Die Dollar-Queen (Leona Helmsley: The Queen of Mean)
- 1992: Auf dem Todesstrich (Overkill: The Aileen Wuornos Story)
- 1994: Star Trek: Treffen der Generationen (Star Trek Generations)
- 1996: Eine fast gelungene Affäre (The Care and Handling of Roses)
- 1997: McHale’s Navy
- 1998: Letters from a Killer
- 1999: Dying to Live
- 1999: Geraubtes Glück (Ultimate Deception)
- 2018: Death of a Nation: Can We Save America a Second Time?

Serien
- 1983–1985: V – Die außerirdischen Besucher kommen (V)
- 1985–1987: Das Imperium – Die Colbys (Dynasty II – The Colbys)
- 1985–1989: Der Denver-Clan (Dynasty)
- 1985–1991: MacGyver
- 1986–1987: Twilight Zone (The Twilight Zone)
- 1987–1994: Raumschiff Enterprise: Das nächste Jahrhundert (Star Trek: The Next Generation)
- 1990–1993: Parker Lewis – Der Coole von der Schule (Parker Lewis Can’t Lose)
- 1992–1999: Star Trek: Deep Space Nine
- 1995–2000: Sliders – Das Tor in eine fremde Dimension (Sliders)
- 1995–2001: Star Trek: Raumschiff Voyager (Star Trek: Voyager)
- 1999: Sechs unter einem Dach (Get Real)
- 2001–2005: Star Trek: Enterprise